# Berdeniella ramosa
Berdeniella ramosa är en tvåvingeart som beskrevs av Vaillant 1976. Berdeniella ramosa ingår i släktet Berdeniella och familjen fjärilsmyggor. Inga underarter finns listade i Catalogue of Life.